# جزيرة سونا
جزيرة سونا هي جزيرة إستوائية تقع في محافظة لا ألتاجراسيا، جمهورية الدومينيكان. تم تصوير عدة أفلام على الجزيرة أبرزها قراصنة الكاريبي: لعنة اللؤلؤة السوداء والبحيرة الزرقاء.